# Баламбер
Баламир, Баламер или Баламбер (Balamir, Balamber) e владетел на хуните, известен само от едно споменаване в „Гетика“ на Йорданес. Йорданес го нарича просто „крал на хуните“ (на латински : rex Hunnorum) и пише историята за Баламбер, който смазва племената на Остроготите през 370-те години; някъде между 370  и по-вероятно 376   сл. Хр.
Редица историци твърдят, че Баламбер може би никога не е съществувал и е бил объркван с други владетели или дори измислица. 

## Етимология
Името е записано в три варианта от Йорданес и още два от преписвачите: Балабер, Баламбер, Баламур, Баламбир, Баламир.
Ото Менхен-Хелфен твърди, че първоначалната форма на името е била Балимбер и че значението му е неизвестно.
Омелян Прицак смята Баламур за единствената оригинална хунска форма на името. Той го извежда от дума, сродна на монголския balamut, balamud, balamad (див, смешен, дързък).  Така Прицак реконструира името като идващо от bala + mur , което означава „най-великият сред смелите, дръзките“. 
Хюн Джин Ким твърди, че името е просто изкривяване на името Валамир, което според него е в основата на фигурата на Йорданес. Ким отбелязва, че Валамир е написано Βαλαμηρ ( Balamêr ) на гръцки.  Той твърди, че името е с несигурно значение, но „изглежда, че има източен произход“ и предполага връзка с град в Централна Азия, наречен Валаам ( Βαλαάμ ). 